# Puy Chambon
Le puy Chambon est un sommet des monts Dore dans le Massif central.

## Géographie

### Situation
Le puy est situé sur la commune de Chambon-sur-Lac, à l'est du col de la Croix-Morand et du puy de la Croix-Morand.

### Hydrographie
Le ruisseau de Chadeyre y prend sa source sur son versant nord-oriental.

## Protection environnementale
Le puy est inclus dans le site Natura 2000 « Monts Dore », dans la ZNIEFF de type 2 « Monts Dore », ainsi que dans la ZNIEFF de type 1 « Puy de l'Aiguiller - Col de la Croix Saint-Robert ».